# حريق مصنع نارايان غانج
حريق مصنع نارايان غانج خلفت النيران ما لا يقل عن 52 قتيلاً، وأصيب 20 آخرون. اندلع الحريق في مصنع للمشروبات والطعام، في نارايان غانج، وهي مدينة في منطقة نارايانجانج بنغلاديش.

## خلفية
تشهد بنغلادش الدولة الفقيرة الواقعة في جنوب آسيا، حرائق وانهيارات مبان متكررة وخصوصا في قطاع صناعة النسيج الواسع، بسبب عدم احترام تدابير السلامة ومعاييرها.
قُتل سبعون شخصا على الأقل في فبراير 2019 في حريق هائل دمر مباني سكنية في دكا، بسبب تخزين مواد كيميائية بشكل غير قانوني. وفي أبريل 2013 انهارت ورشة لإنتاج الملابس في مبنى رانا بلازا ما أسفر عن مقتل 1138 عاملاً على الأقل. وأثار الحادث استياء واسعا في العالم. في عام 2019 أدى حريق شب في أقدم جزء من مدينة دكا، وهي منطقة عمرها 400 عام، مكتظة بالشقق والمتاجر والمستودعات إلى مقتل 67 شخصًا على الأقل. وفي حريق آخر خلال نفس العام لقي ما لا يقل عن 25 شخصًا حتفهم عندما اشتعلت النيران في مبنى تجاري متعدد الطوابق.
في عام 2012 اندلع حريق في مصنع للملابس على مشارف دكا مما أسفر عن مقتل 112 شخصًا على الأقل محاصرين خلف بواباته المغلقة. وتسبب حريق آخر في داكا القديمة بمنزل يخزّن مواد كيميائية بشكل غير قانوني في مقتل ما لا يقل عن 123 شخصًا في عام 2010.

## الوصف
وقالت الشرطة وشهود عيان إن الحريق اندلع حوالى الساعة 17:00 بالتوقيت المحلي (11:00 بتوقيت غرينيتش) يوم الخميس في مصنع «هاشم فود آند بيفيريج» (هاشم للأغذية والمشروبات) الذي يشغل مبنى من 6 طوابق في بلدة روبغانج الصناعية الواقعة بالقرب من العاصمة دكا.
أنقذ عناصر الإطفاء 25 شخصًا على سطح المبنى، لكنهم لم يتمكنوا من تحديد الخسائر. أفادت الشرطة المحلية بأن بعض العمال في المصنع اضطروا للقفز من النوافذ هربًا من النيران التي بقيت مشتعلة حتى صباح اليوم الجمعة. كما صرح المسؤول في هيئة الإطفاء عبد الله العارفين إن رجال الإطفاء استغرقوا نحو 20 ساعة لإخماد الحريق في المصنع المؤلف من 6 طوابق، والمملوك لمجموعة ساجيب. وأضاف أن الحريق تأجج بسبب تراكم مواد قابلة للاشتعال في المصنع، مثل ورق القصدير والصمغ والزجاجات البلاستيكية والزيت والورق التي أججت الحريق.